# T-70
O T-70 foi um carro de combate leve utilizado pela União Soviética durante a Segunda Guerra Mundial, substituindo o T-60 e o T-50. O T-80 foi uma versão mais avançada do T-70 com uma torre para dois homens, e foi produzido em um pequeno número, até ser abandonado.
O T-70 era equipado com um canhão de 45 mm L/46 Model 38 com 45 projeteis, e uma metralhadora coaxial 7.62 mm DP-28. O veículo era operado por um condutor e um comandante, que carregava e atirava. A espessura da blindagem era de 60 milímetros na parte frontal da torre (mantelete), 45 milímetros na parte frontal e lateral, além de 35 milímetros na traseira e na lateral da torre.

## Histórico da produção
Em 1942, os tanques leves foram considerados inadequados pelos soviéticos, inaptos de continuar com o T-34 e inaptos de penetrar a blindagem da maioria dos tanques alemães. Mas eles poderiam ser produzidos por fábricas menores, que eram incapazes de construir blindados maiores. O T-70 era uma tentativa de remediar os problemas causados pelo T-60, que tinha pouco alcance operacional, blindagem fraca, e um canhão de 20 milímetros. Também substituiu a produção do T-50, que eram mais sofisticados, porém mais complicados e caros de produzir.

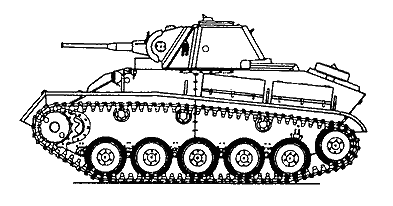
Desenho esquemático de um T-70.

Os primeiros T-70 foram produzidos com um motor GAZ-202 em cada lado, cada um dirigindo uma esteira. Isto foi visto como um problema sério, antes mesmo dos primeiros tanque serem desenvolvidos. Ele foi rapidamente redesenhado como T-70M, com motores do lado direito do tanque e transmissão e diferencial normais.
Curiosamente, mesmo depois que a linha de produção do T-70 foi redesenhada, os destruidores de tanques SU-76 começaram a ser construídos com a mesma disposição insatisfatória e dessincronizada de dois motores, e todos foram chamados mais tarde para a fábrica que os modernizaram como SU-76M.
O T-70 começou a ser produzido em março de 1942 pela fabrica Zavod No. 37, e junto com a produção do T-60 pela GAZ e Zavod No. 38. Eles substituíram completamente a produção do T-60 em setembro de 1942. Sua produção foi terminada em outubro de 1943, com 8.226 veículos produzidos.

## Declínio dos tanques leves
Os tanques leves soviéticos eram obsoletos durante toda a guerra porque eram fracos em todas as três características de um tanque: a capacidade de tiro, na mobilidade e na proteção. Adicionalmente, a torre de um homem só dos tanques leves soviéticos fez co-ordenar um tanque quase impossível, porque os comandantes estavam ocupados procurando alvos, carregando e atirando o canhão e a metralhadora, e comandando seus motoristas.
O papel de tanque de infantaria foi considerado obsoleto. O destruidor de tanques SU-76 servia melhor para o suporte de infantaria, com seu canhão 76 milímetros capaz de atirar um projetil maior. Recursos industriais poderiam ser redirecionados de tanques leves para a construção de simples SU-76.
Numa tentativa de compensar, o T-80 foi desenhado, uma versão mais robusta do T-70 com uma torre de dois homens. Mas havia equipamentos suficientes para preencher o papel de reconhecimento dos tanques leves, e os carros armados eram melhores para reconhecimento leve. Toda a produção de tanques leves foi cancelada em outubro de 1943, após somente 120 T-80 serem produzidos. Não haveria mais produção de tanques leves durante a guerra.
Em novembro de 1943 as divisões de tanque soviéticas foram reorganizadas: tanques leves foram substituídos pelo T-34 e pelo novo T-34-85, que começou a ser produzido no mês seguinte. Tanques leves continuaram as ser usados na artilharia auto-propulsada e em outras unidades.
Os soviéticos começaram a trabalhar num tanque anfíbio em 1945, resultando no PT-76, introduzido em 1954.